# Rathaus Lichtenberg
Das Rathaus Lichtenberg ist als zentrales Verwaltungsgebäude (Rathaus) des Bezirks Lichtenberg von Berlin Sitz des Bezirksamts und der Bezirksverordnetenversammlung und war 1898–1907 das Rathaus der Gemeinde, 1907–1920 der Stadt, 1920–1952 des Groß-Berliner Bezirks und 1952–1990 des Ost-Berliner Stadtbezirks Lichtenberg.
Das neogotische Backsteingebäude vom Ende des 19. Jahrhunderts steht auf dem Eckgrundstück Möllendorffstraße 6 / Rathausstraße, unweit des S- und U-Bahnhofs Frankfurter Allee.

## Planungs- und Baugeschichte

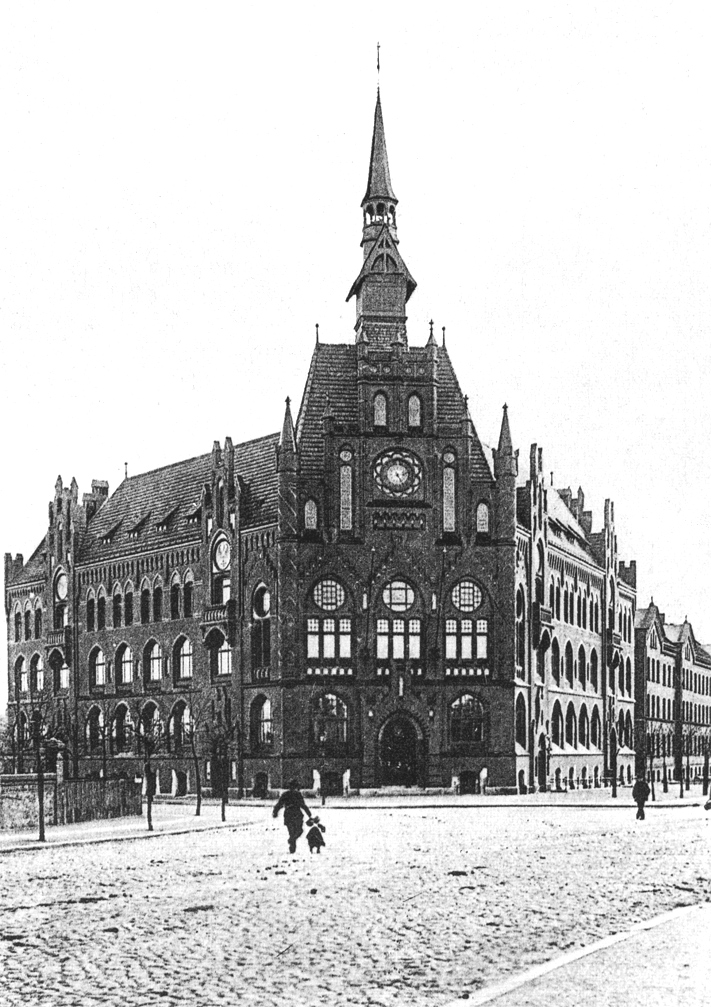
Historische Ansicht, 1909

Durch das stetige Bevölkerungswachstum des Dorfes Lichtenberg (Verzehnfachung innerhalb von rund zehn Jahren) und die intensive Bautätigkeit damals noch vor den Toren Berlins ergab sich für die Gemeindeverwaltung um 1890 die Notwendigkeit, ein eigenes und repräsentatives Rathaus bauen zu lassen. 1892 wurde eine Kommission gebildet, die den Standort an der damaligen Dorfstraße festlegte, Vorstellungen für das Gebäude entwickelte, Bauland ankaufte und die Planung an Maurermeister Oscar Peucker gegen ein Honorar von 3000 Mark in Auftrag gab. Ob Peucker auch der künstlerische Urheber des Neubaus war, oder ob ein von anderer Hand aufgestellter Entwurf Grundlage seiner Planung war, ist unklar. Am 1. Oktober 1896 beschloss die Gemeindeverwaltung daraufhin den Bau. Parallel zu diesen Bautätigkeiten bemühte sich die Gemeinde um die Erlangung des Stadtrechts, wofür auch ein angemessenes Verwaltungsgebäude notwendig war. Spezialisten vermuten den renommierten Architekten Max Hasak als tatsächlichen Schöpfer, was jedoch nicht mit Dokumenten belegt werden kann. Bei der Zerstörung des Gebäudes zum Ende des Zweiten Weltkriegs wurde auch das auf dem Dachboden untergebrachte Archiv vollständig vernichtet. Üblicherweise sind die wichtigsten Angaben auch in der Kassette im Grundstein enthalten – dessen genaue Lage innerhalb des Gebäudes jedoch unbekannt ist.

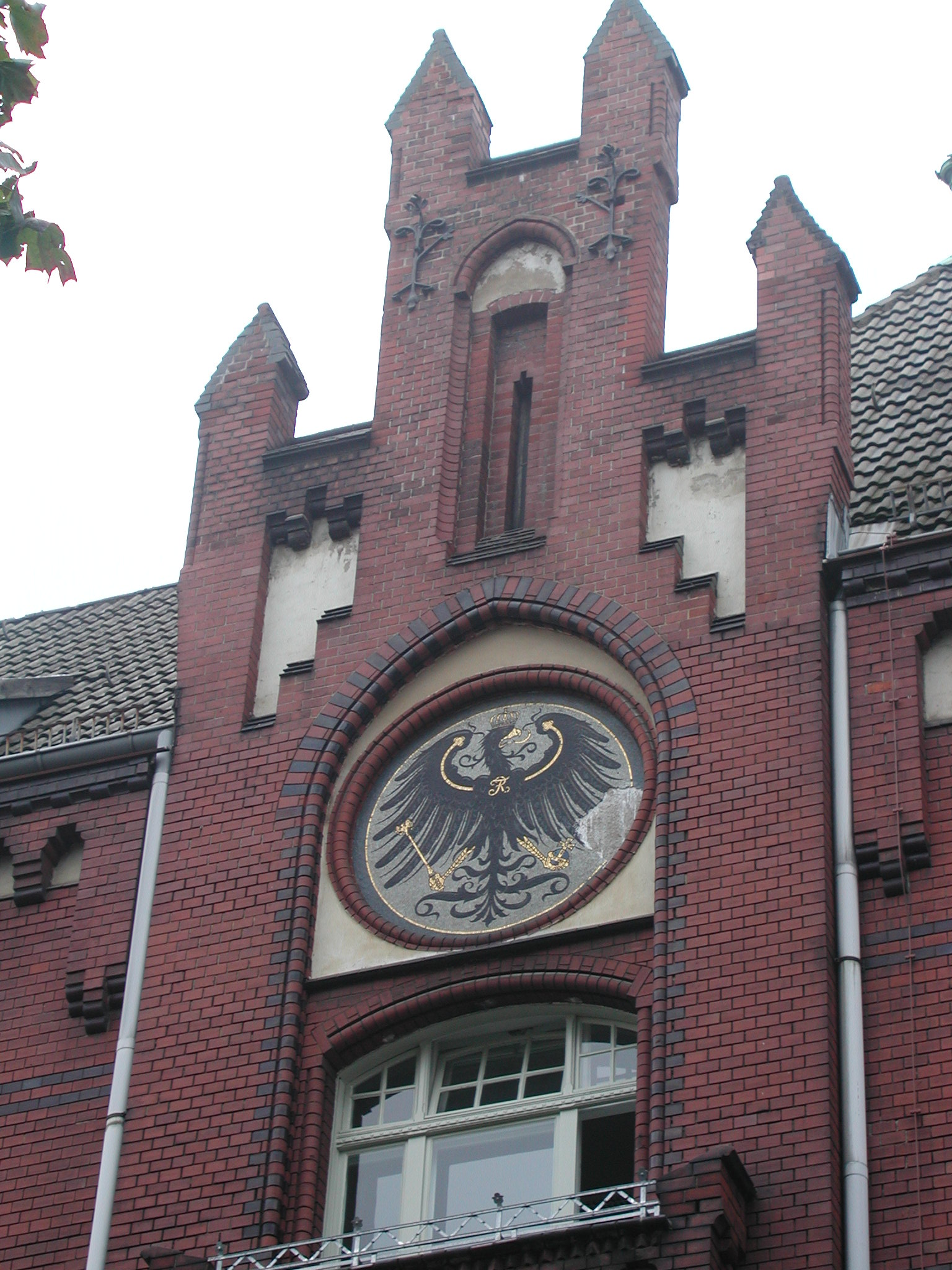
Preußischer Adler an der Fassade

Zum 11. November 1898 wurde das Gebäude fertiggestellt und in einem feierlichen Akt auf Kosten der Gemeindekasse eingeweiht. Das Vorbereitungsprotokoll berichtet von einem „Festessen mit Musik, das im Sitzungssaal des Hauses stattfinden soll (oder bei starker Beteiligung in dem Schwarz’schen Etablissement), dem Erlaß von Einladungen und der Anfertigung von Listen für die Teilnehmer.“ Die Gesamtkosten des Rathausbaus beliefen sich auf 396.664,89 Mark (kaufkraftbereinigt in heutiger Währung rund 3 Millionen Euro).
Bereits in den Jahren 1907–1909 erfolgten erste Umbauarbeiten und eine bauliche Erweiterung „auf der Schulzenwiese an der Rathausstraße“, die sich vor allem durch die Verleihung des Stadtrechts ergaben. Für diese Arbeiten hatte 1906 die Gemeindeverwaltung 300.000 Mark und 1907 noch einmal eine Million Mark bewilligt; außerdem war 1906 der Bauingenieur Franz Knipping (1875–1966) als Gemeindebaumeister eingestellt worden. Gleichzeitig wurden die „Restaurationsräume“ des Ratskellers für 4.000 Mark umgebaut, neues Mobiliar für den großen Sitzungssaal angeschafft und eine elektrische Beleuchtung und Belüftung installiert (Kosten zusammen noch einmal 10.000 Mark).

## Architektur

### Überblick
Das mittlerweile unter Denkmalschutz stehende Rathaus ist ein dreigeschossiger Bau mit Walmdach, im Haupteingangsbereich viergeschossig mit einem Staffelgiebel. Auf diesem Ziergiebel sitzt ein viereckiges Türmchen, bekrönt mit einer mit Kupferblech verkleideten Laterne mit Spitzhelm. Lange Jahre schmückte ein metallener Adler die Spitze der Laterne, der jedoch irgendwann herabstürzte und bis Ende 2012 im Heimatmuseum Lichtenberg ausgestellt war. Im Januar 2013 kam der Greif in das Rathaus zurück. Aus Sicherheitsgründen setzte man ihn nicht wieder auf die Turmspitze, sondern er fand einen Platz in einer Vitrine vor dem großen Ratssaal.
Mehrfache Umbauten führten zu deutlichen Änderungen im Inneren. Am Ende des Zweiten Weltkriegs war das Rathaus stark beschädigt, sodass es „als Stätte der Verwaltung vorderhand nicht in Frage kam.“ Bald jedoch begann wieder eine Teilnutzung, und bis zum Jahr 1959 wurden einzelne Gebäudeteile schrittweise erneuert. Um 1963, 1981–1984 und 2006–2007 erfolgten Instandsetzungen oder umfassende Renovierungsarbeiten. Für die denkmalgerechten Arbeiten der Jahre 2006 und 2007 wurden 270.000 Euro ausgegeben.
2023–2025 wurden erneut Sanierungsarbeiten durchgeführt. Aus einem Gesamtbudget von 2,8 Millionen Euro wurden die energetische Ertüchtigung und Sanierung der Bestandsfenster, eine restauratorische Fassadeninstandsetzung und die Sturmertüchtigung der Dächer finanziert.

### Grundriss

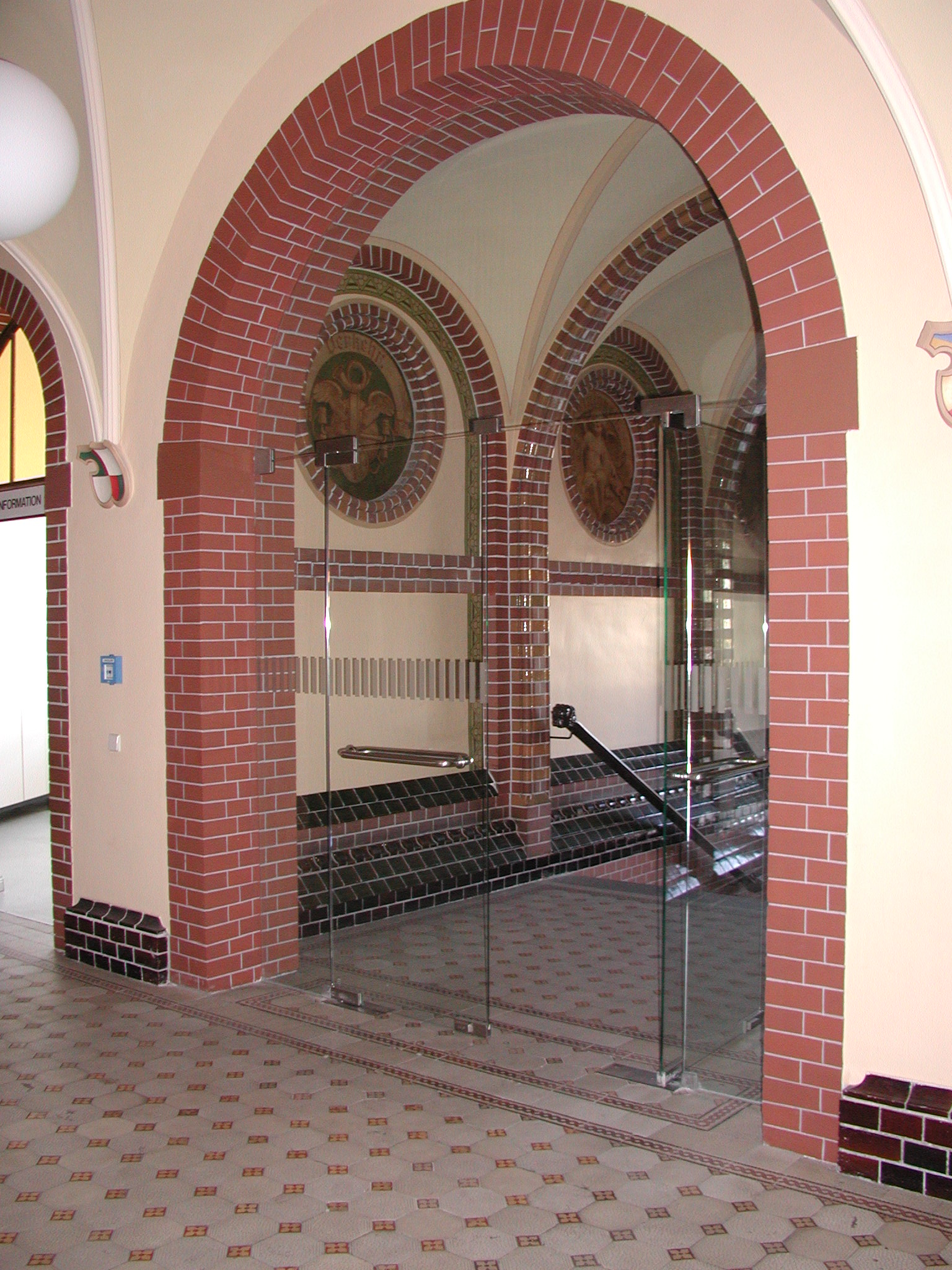
Foyer

Der Architekt des Hauses plante ein spitzwinkliges Gebäude im Stil der märkischen Backsteingotik mit einem abgeschrägten Eingangsbereich in der Mitte. Die beiden Seitenflügel sind rückwärtig durch einen viertelkreisförmigen Trakt verbunden und bilden damit einen größeren ruhigen Innenhof. In der Aufsicht entsteht für das Gebäudeensemble somit ein Kreissektor mit abgeschnittener Spitze.

### Fassade
Der Bau fällt durch wohlverteilte Ziergiebel, Risalite, Rundbogenfenster, Balkone, Gesimse, Verblendwerke und akzentuiert gesetzte Schmuckornamente auf. Zur Möllendorffstraße hin findet der Betrachter zum Beispiel jeweils ein Wappenfeld aus Mosaik mit Darstellungen des brandenburgischen Adlers und des Lichtenberger Wappens, zur Rathausstraße hin des brandenburgischen und des preußischen (schwarzen) Adlers. Das Mosaik des märkischen (brandenburgischen) Adlers wurde im Herbst 2012 fachgerecht restauriert, nachdem bei zuvor ausgeführten Arbeiten am Dach festgestellt worden war, dass einzelne Steinchen locker waren.
Diese Hoheitszeichen wie auch das farbige Zifferblatt der Rathausuhr fertigte die Glasmosaik-Werkstatt Puhl & Wagner. Zur farblichen Gestaltung wurden vor allem die roten Backsteine im Kontrast mit grün glasierten Formsteinen und mit weißen oder ockerfarbenen Putzblenden eingesetzt.

### Eingangsbereich
Das Eingangsportal ist mit schmiedeeisernen Gittern geschmückt, die der Kunstschmied Erich Retzdorf 1937 fertigte. Ein damals eingearbeitetes Hakenkreuz im Gitter über der Tür wurde später durch nachträglich eingeschweißte Stäbe (fast) unkenntlich gemacht. Es soll nun durch ein neues Gitter ersetzt werden und ist dann nicht mehr nachweisbar.
Eine zehnstufige Granittreppe führt in das Foyer. Kreuzgratgewölbe und Gurtbögen überwölben den Eingangsbereich.

Symbolische Medaillons an der Treppe
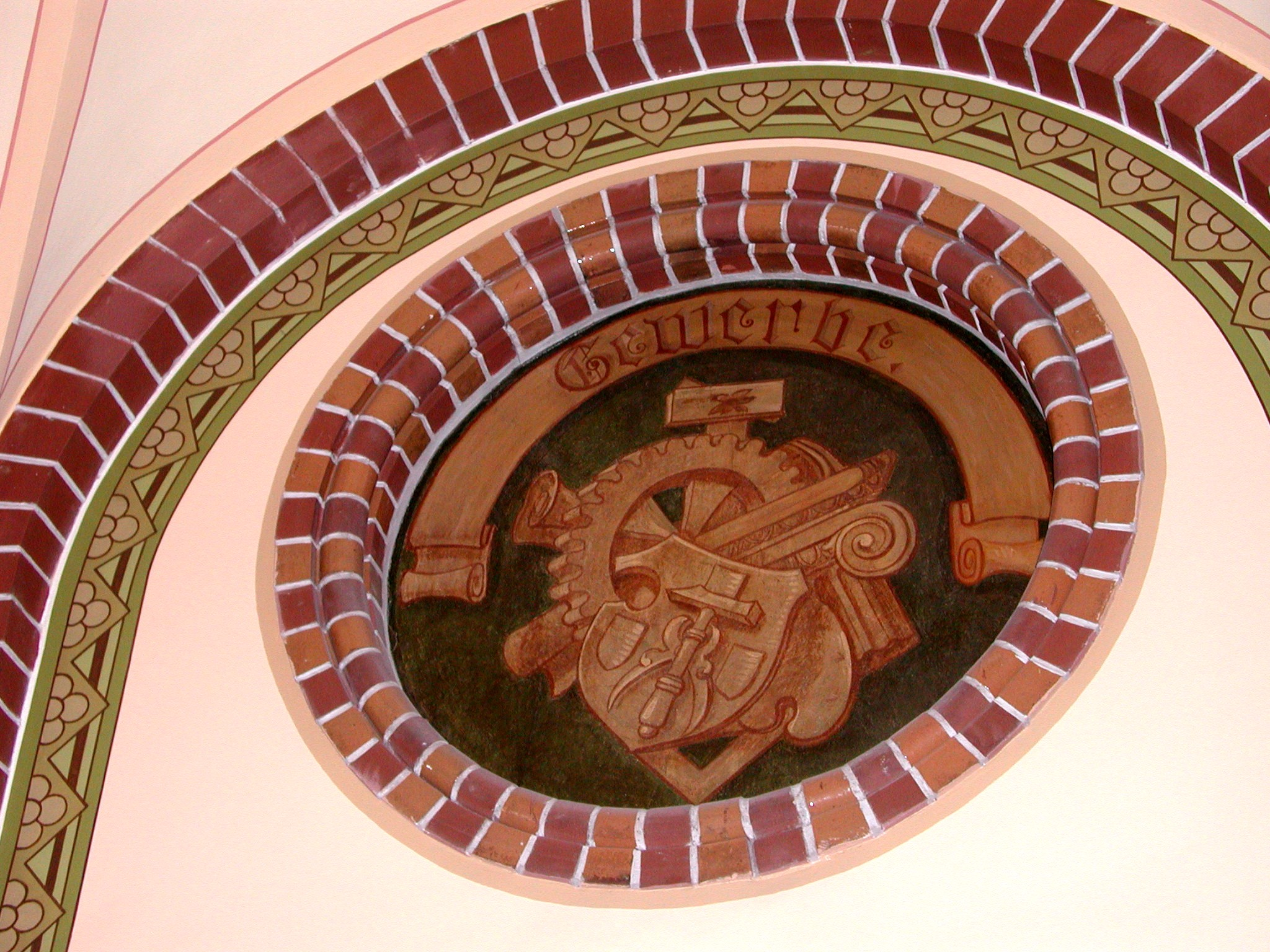
Gewerbe
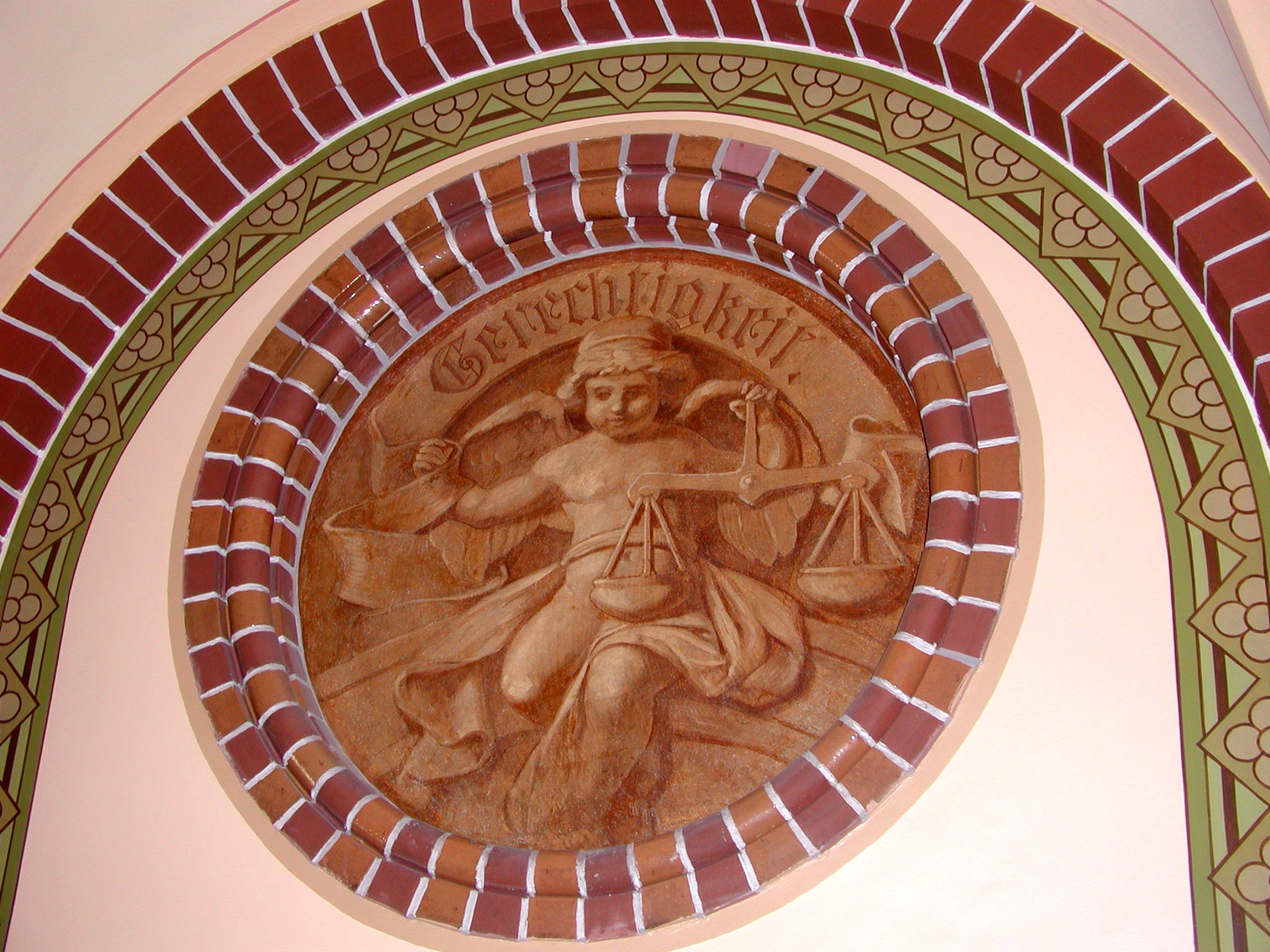
Gerechtigkeit
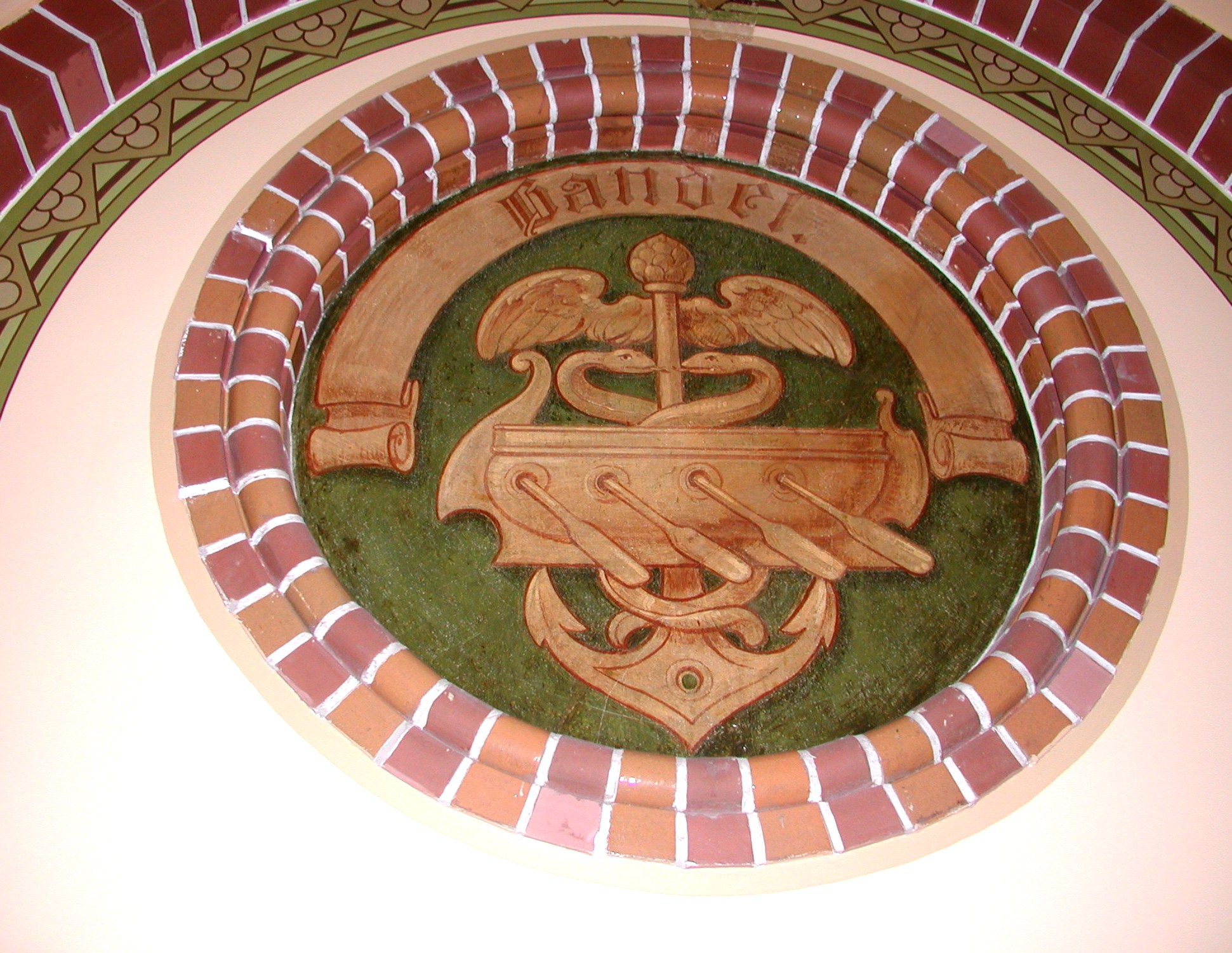
Handel
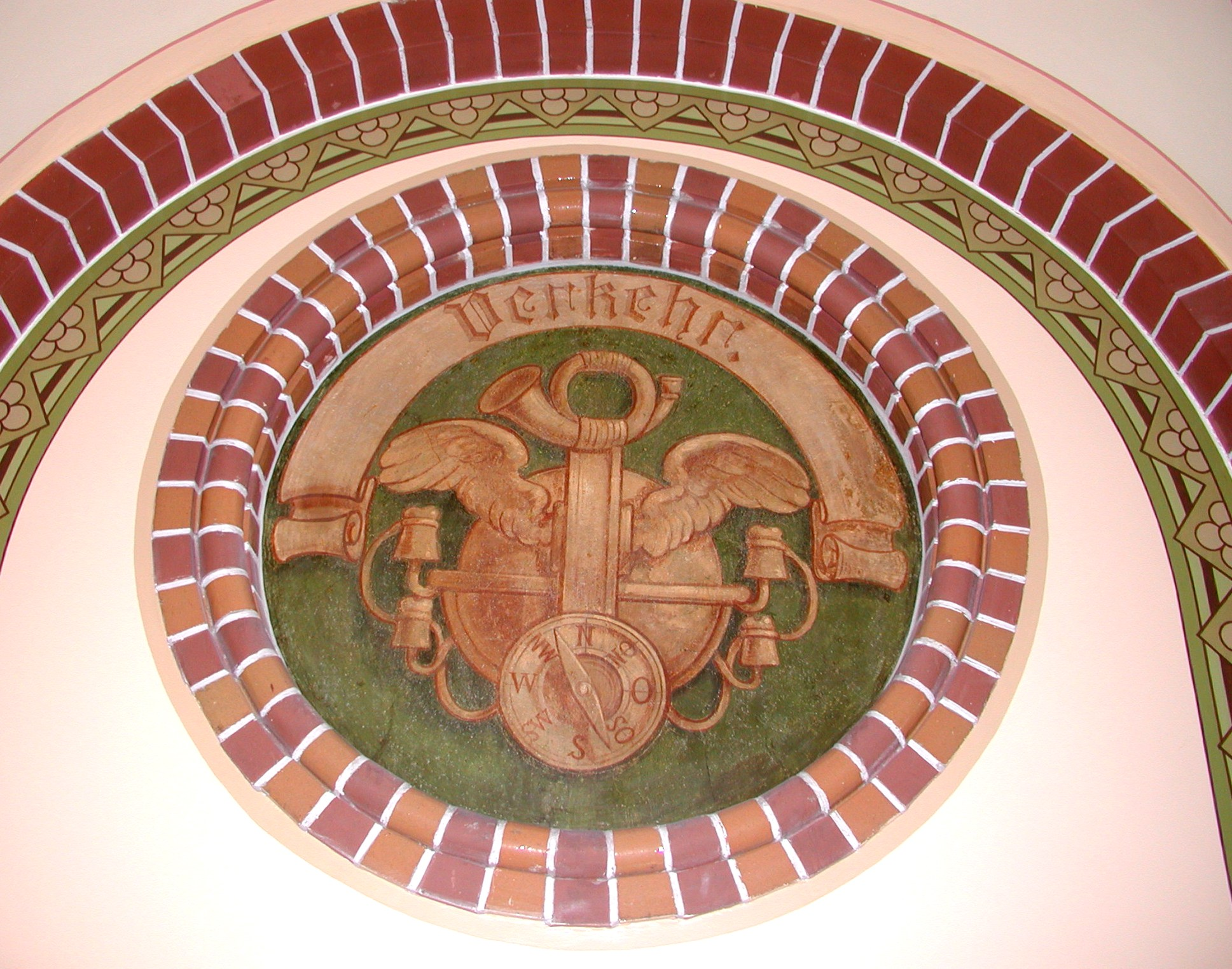
Verkehr
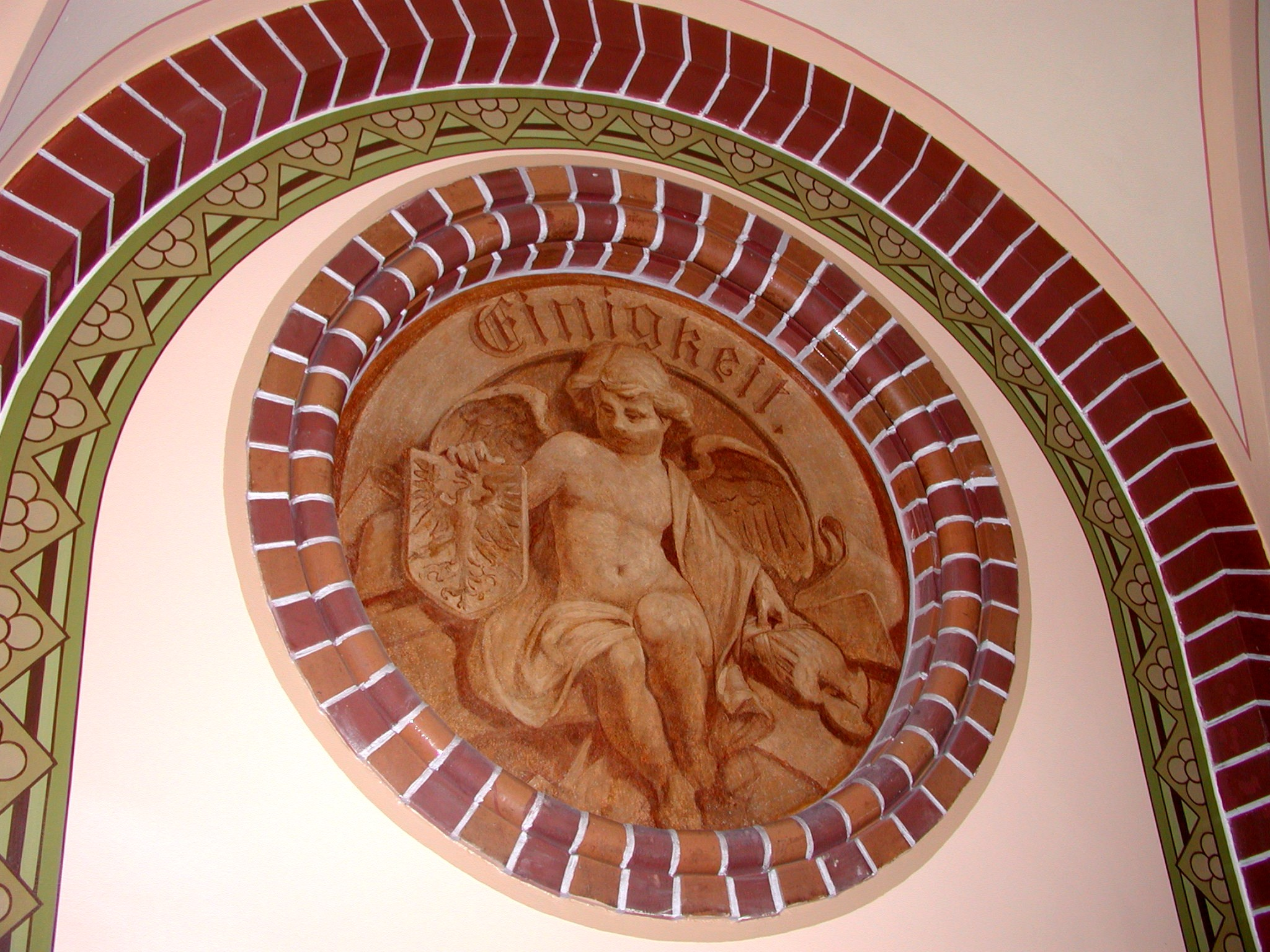
Einigkeit
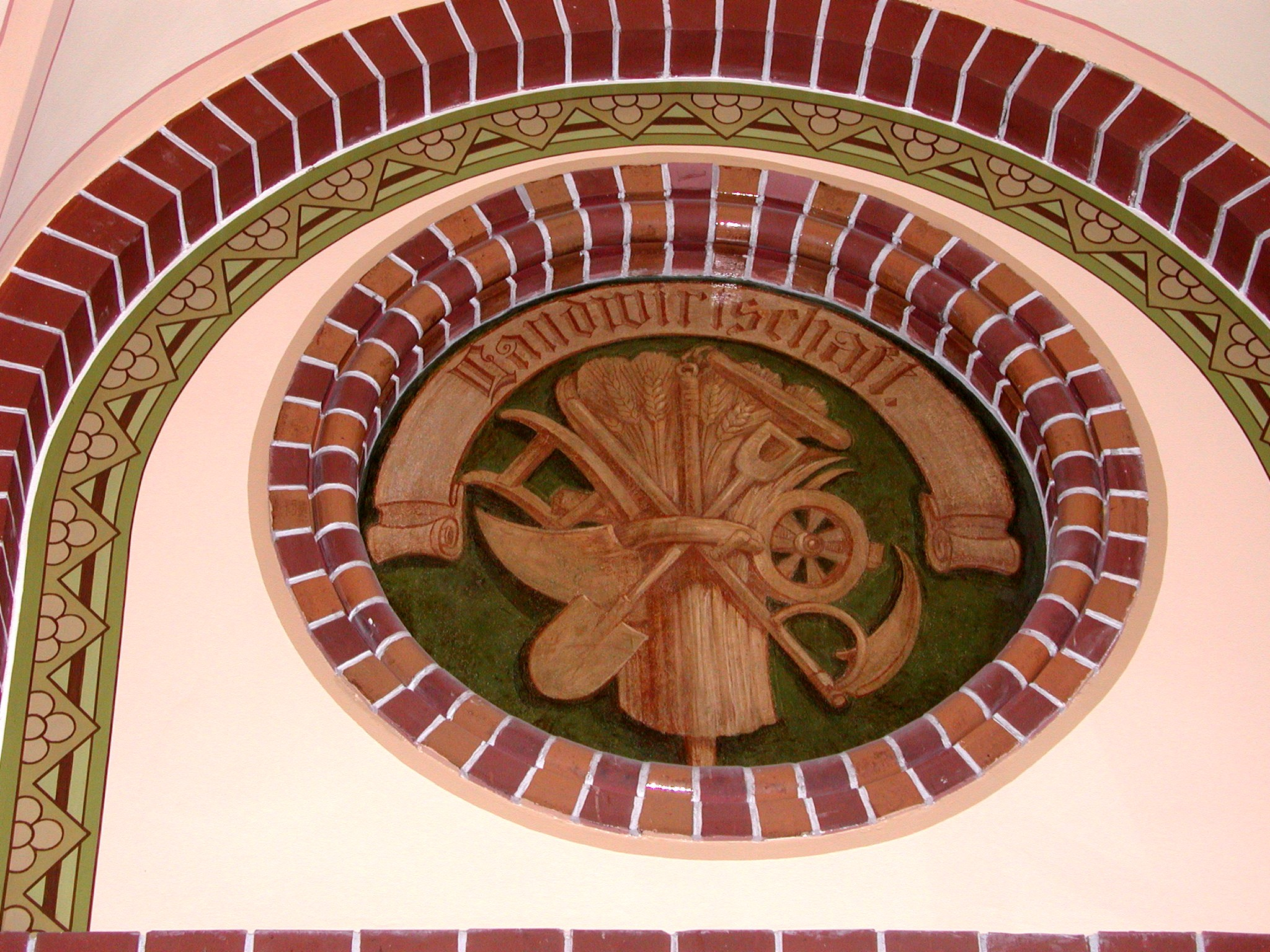
Landwirtschaft

In den Bogenfeldern links und rechts neben der Treppe zeigen in Backstein und Glasurstein gefasste gemalte Medaillons symbolische Darstellungen von Handel, Gewerbe, Landwirtschaft und Verkehr sowie Allegorien der Einigkeit und der Gerechtigkeit – dies sollte die Wirtschaftsgrundlagen und die Bürgertugenden in der neuen Stadt Lichtenberg symbolisieren.
Der hölzerne Handlauf der Treppe endet jeweils in einem großen geschnitzten Löwenkopf. Hofseitig befinden sich drei Nebeneingänge. Bis zum ersten Umbau gab es von den beiden Straßenseiten noch je einen Eingang, die in das Erdgeschoss führten und somit sowohl Fluchtmöglichkeiten als auch die unabhängige Zugänglichkeit einzelner Dienstbereiche ermöglichten. Die Eingänge sind von außen zugemauert, im Inneren noch an Mauerbögen über den Zimmertüren erkennbar.

### Foyer, Treppen und Flure

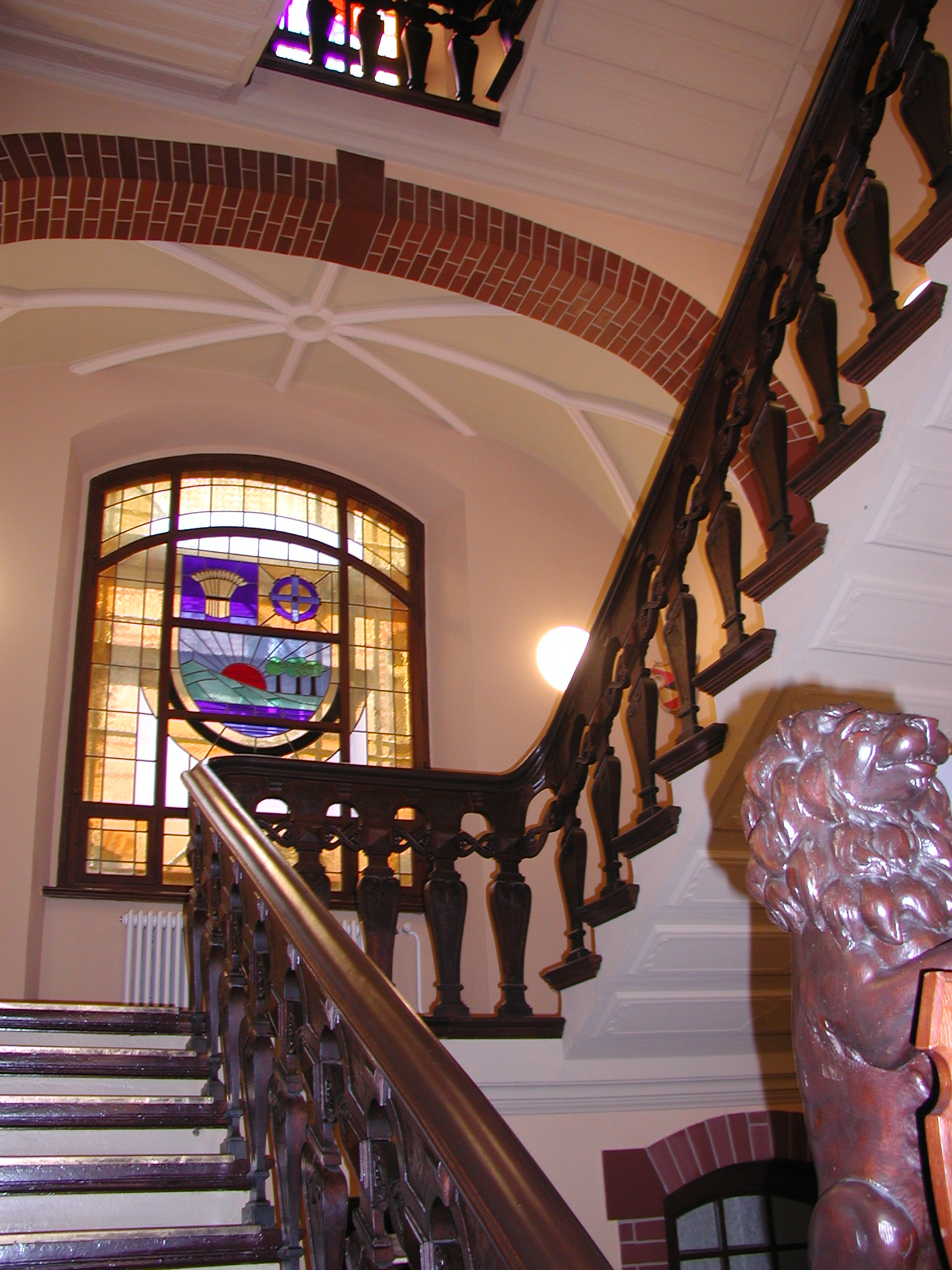
Haupttreppe zur zweiten Etage

Die Vorhalle empfängt die Besucher mit einer Stuckdecke in Holzmaserung und auf dem Antrittspfosten der Haupttreppe mit einem hölzernen sitzenden Löwen, der das Lichtenberger Wappen trägt.
Drei Treppenhäuser verbinden die Geschosse miteinander: eine mit geschnitzten Balustern verzierte und mit farbigen Glasfenstern gestaltete Haupttreppe im Stil des Barock und zwei jeweils an den inneren Gebäudeecken eingearbeitete einfachere Treppen mit Holz- bzw. Metallgeländern. Die Farbverglasungen der Fenster zeigen auf dem ersten Absatz das 1914 gestaltete alte Lichtenberger Wappen mit Getreidegarbe, Zahnrad und einer dörflichen Idylle mit einem Berg. Auf dem zweiten Absatz ist das in der DDR-Zeit gestaltete Farbglasfenster mit symbolhaften Darstellungen für das neue Lichtenberg (Friedenstaube, Fahnen, Fabriken, Häuser) eingesetzt. Das Haupttreppenhaus endet in einer Kassettendecke, die nach Meinung von Kunsthistorikern nicht unbedingt zum barocken Geländer und der Neogotik des Hauses passt.
Die Flure, die zum Innenhof des Gebäudes liegen, sind mit Rundbögen abgestützt und mit farbig gefassten Netzrippen gestaltet. Die Türen sind in rundbogigen Nischen mit reliefartigen Jugendstil-Verzierungen eingearbeitet. Fantasiewappen schmücken die Gangecken. Die Böden sind schachbrettartig gefliest. Im zweiten Geschoss sind die Bodenfliesen so angeordnet, dass die frühere Galerie des großen Sitzungssaals noch erkennbar ist.
Im Jahr 2005 wurde das Gebäude an der Hofseite mit einem Fahrstuhl erweitert, somit ist der Zugang nun barrierefrei.

### Räumlichkeiten und ihre Nutzung

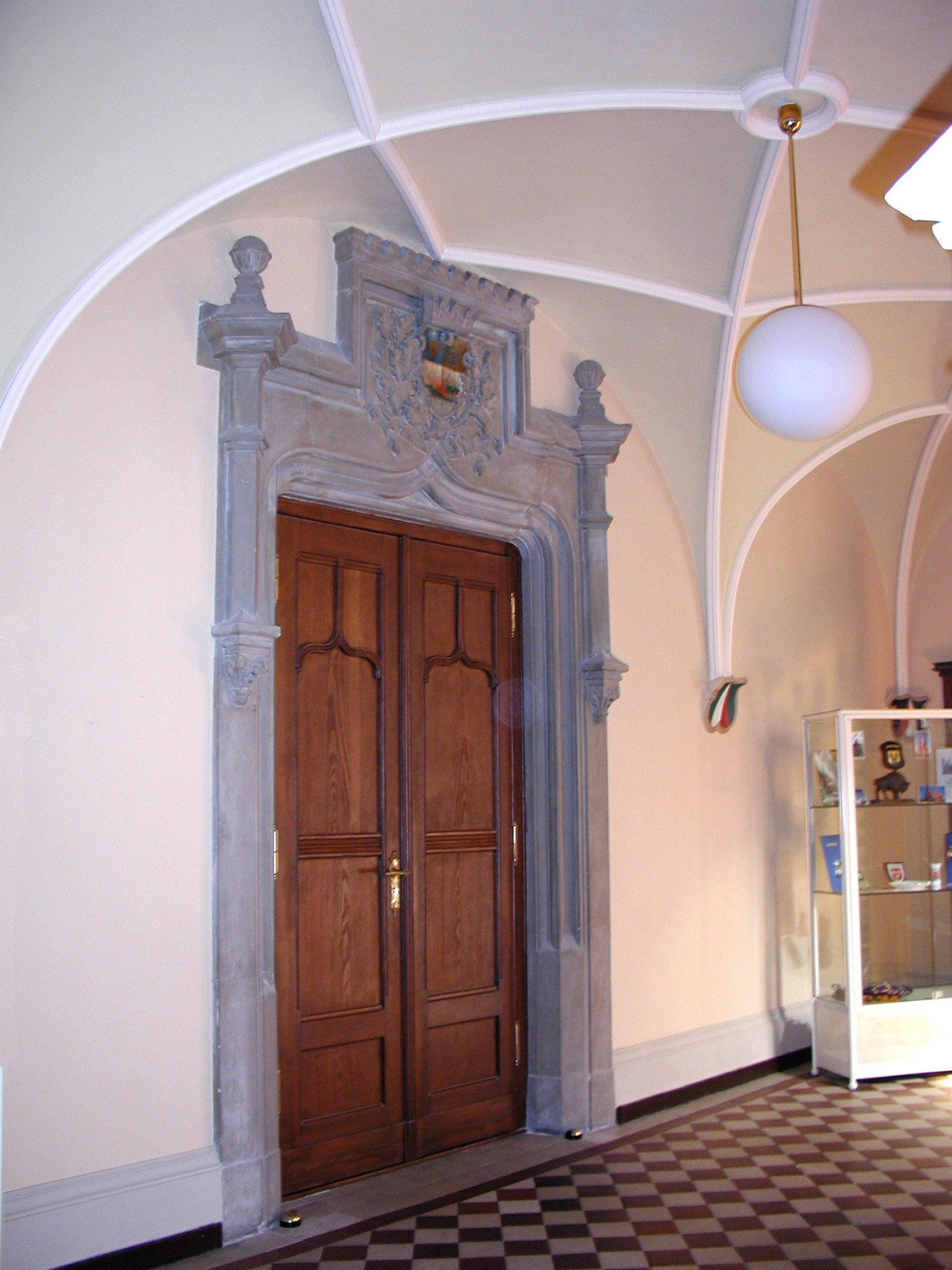
Sandsteinportal des Sitzungssaals

Wie in jedem Rathaus gehört ein großer Sitzungssaal zur wichtigsten Ausstattung. Er befindet sich in der ersten Etage und wird durch ein Sandsteinportal mit dem historischen Lichtenberger Wappen betreten. Bei den Wiederherstellungsarbeiten in den 1950er Jahren wurde der zuerst über zwei Etagen reichende Ratssaal durch eine Zwischendecke geteilt. An der Außenfassade ist der Saal durch die großen Fensterbögen mit den medaillonartigen Oberlichtern zu erkennen. Ursprünglich besaß der Raum eine hohe Wandvertäfelung, galerieartige Loggien im Obergeschoss und ein farbiges Sternengewölbe.
Die Arbeitsräume für den Bürgermeister liegen neben dem Sitzungssaal hinter der Fassade zur Möllendorffstraße. Ein großer, dunkel getönter, mehrtüriger Schrank mit Schnitzwerk aus Eichenholz und ein passender Schreibtisch, die der erste Bürgermeister Oskar Ziethen anfertigen ließ und die lange Zeit benutzt wurden, befinden sich seit der Einrichtung des Heimatmuseums Lichtenberg im Leseraum des dortigen Archivs.

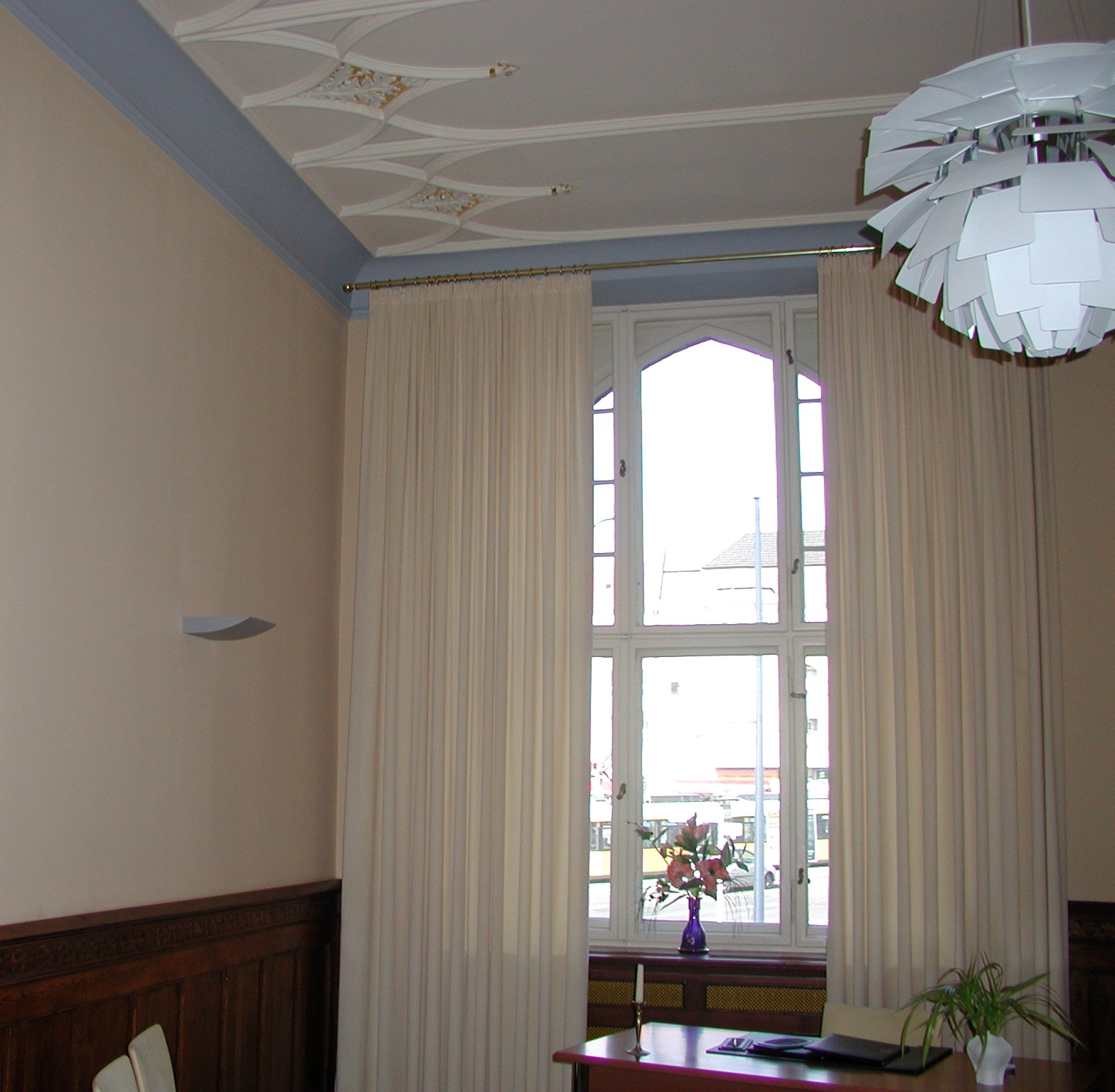
Eheschließungszimmer

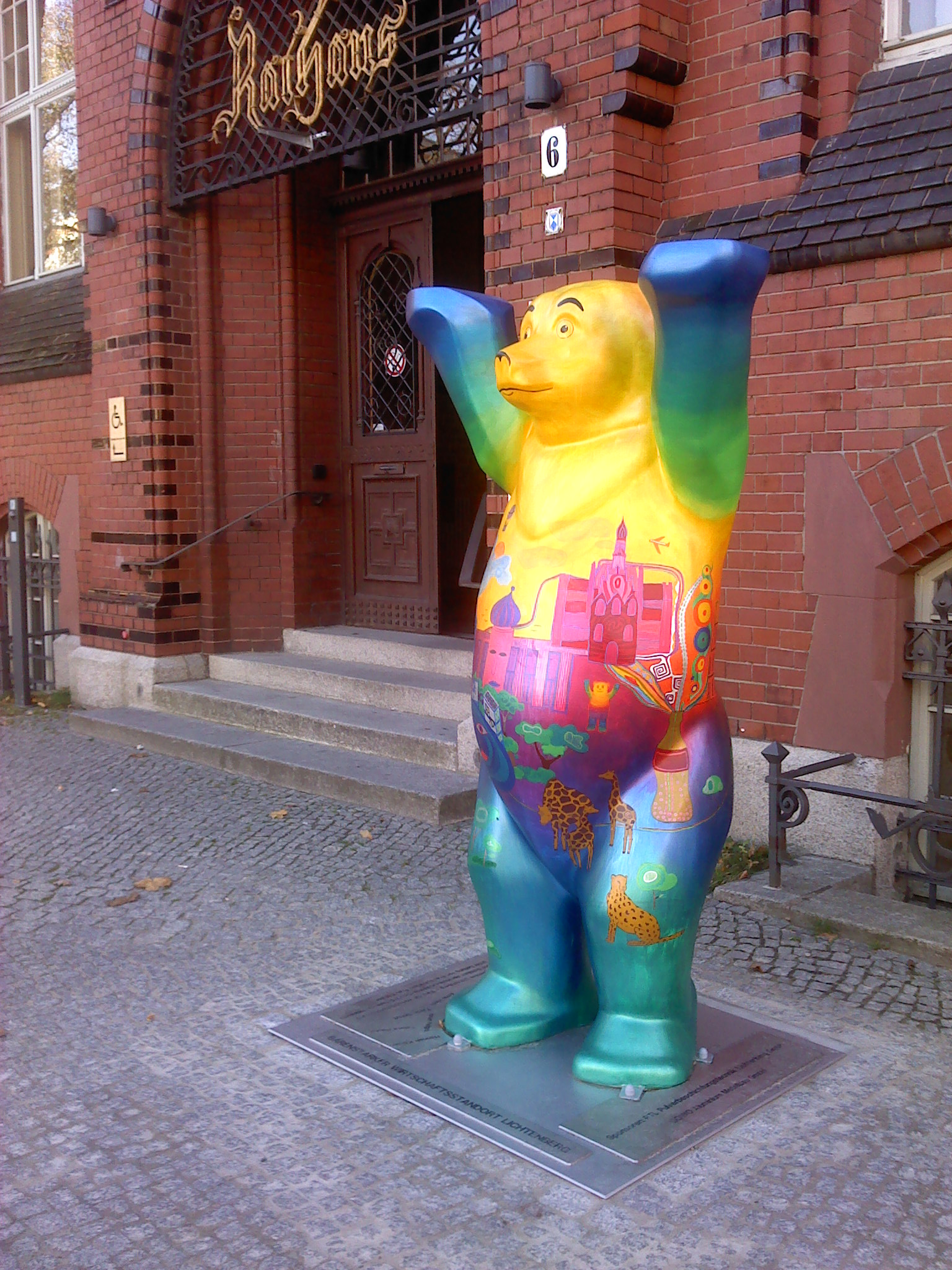
Buddy Bär

Der früher als Trausaal genutzte Raum befand sich in der ersten Etage neben dem Sitzungssaal. Im Rathaus gibt es seit dem letzten Umbau die normalen Arbeitsräume zur Erledigung aller Personenstandsangelegenheiten und das Eheschließungszimmer mit Stuckelementen und hölzernen Wandverkleidungen im Erdgeschoss. Von 1986 bis 2007 war das Standesamt in einer alten Fabrikantenvilla im Fennpfuhlpark untergebracht. Seit Februar 2008 können in dieser renovierten Villa oder auch direkt im Rathaus Hochzeiten durchgeführt werden.
Die früher in Rathausgebäuden vorgesehenen Ratskeller beherbergten fast immer eine Gastwirtschaft. Auch der Gewölbekeller des Lichtenberger Rathauses diente von 1986 bis etwa 2004 diesem Zweck, danach wurde er zu neuen Nutzungen ausgeschrieben. Nach vollständiger Renovierung und teilweiser Deckenabhängung zog die Rathausgalerie ein und wird als Zentrum für Kunst und Kultur, insbesondere für Ausstellungen, genutzt. Bis auf eine Säule ist von der früheren Gewölbeatmosphäre nichts mehr erkennbar.
Zu Beginn des 20. Jahrhunderts waren im Rathaus Büro- und Kassenräume, Dienstzimmer, Dienstwohnungen für Mitglieder des Gemeindevorstands, Gendarmerieposten, Feuerwehr, Standesamt und das staatliche Katasteramt untergebracht. Nach 1920 werden folgende (ausgewählte) Nutzungsarten für das Gebäude angegeben: Nachrichtenstelle, Büro der Bezirksversammlung, Personalverwaltung, Marktbüro, Steuerkasse, Park- und Friedhofsverwaltung. Bereits ausgelagert waren Schulverwaltung, Volksbildungsamt, Wohnungsamt, Bezirkssteuer- und Wahlamt. Die nicht mehr aufgeführten Dienststellen wurden in anderen Gebäuden untergebracht.

### Buddy Bär
Seit 2013 steht ein Buddy Bär vor dem Rathauseingang. Er symbolisiert den Wirtschaftsstandort Lichtenberg, die Leistungen, den Erfolg und das Engagement aller Lichtenberger Unternehmen. Den Körper der Plastikfigur zieren zehn bekannte Wirtschaftsstandorte des Bezirks. Die Figur wurde von Schülerinnen und Schülern des Hans-und-Hilde-Coppi-Gymnasiums im Auftrag des Büros für Wirtschaftsförderung Lichtenberg gestaltet.

### Bänke
Auf dem Rathausvorplatz wurden im Dezember 2021 im Rahmen des Kunst-am-Bau-Projekts Versitzstücke / offsit pieces vier Bänke aus Partnerstädten Lichtenbergs aufgestellt. Als Gegenleistung erhielten die Partnerstädte Bänke aus Lichtenberg.

## Rathauspark
Der Rathauspark erstreckt sich zwischen dem Rathaus im Norden, der Frankfurter Allee im Süden, der Möllendorffstraße im Westen und der Rathausstraße im Osten.

## Liste der Bürgermeister von Lichtenberg
Im Bürgermeisterbüro des Rathauses bestimmten die nachfolgend aufgezählten Personen über die Jahre die Politik des Bezirks:
| Name                  | Amtszeit  | Bemerkungen |
| --------------------- | --------- | --- |
| Oskar Ziethen         | 1896–1921 | Vor 1896 Bürgermeister in Naugard, dann Gemeindevorsteher in Lichtenberg; ab 1908 Erster Bürgermeister der Stadt Lichtenberg, ab 1911 Oberbürgermeister. |
| Otto John             | 1921–1925 | Mit der Eingliederung Lichtenbergs als Bezirk nach Groß-Berlin trug der höchste Verwaltungschef den Titel Bürgermeister. |
| Alfred Siggel         | 1926–1933 | |
| Herbert Volz          | 1933–1935 | Ab 1933 regierte Volz als „Staatskommissar“ im Rathaus; zahlreiche gewählte Mitglieder des Bezirksamtes wurden entlassen; Volz wurde erst per 27. September 1934 offiziell Bezirksbürgermeister. |
| Fritz Behaghel        | 1935–1938 | |
| Karl Dorsch           | 1938–1945 | |
| Franz Stimming        | 1945      | Mai–Juni 1945 |
| Günter Riesebrodt     | 1945–1946 | Juli 1945–Oktober 1946 |
| Helmut Schwenn        | 1946–1947 | bis September 1947 |
| Wilhelm Pomezny       | 1947–1948 | |
| Richard Schalkowski   | 1949–1950 | |
| Horst Hilbert         | 1951–1954 | |
| Wilhelm Jahnke        | 1955–1959 | |
| Franz Bachmann        | 1959–1962 | |
| Kurt Schumann         | 1963–1965 | |
| Horst Hilbert         | 1965–1967 | |
| Willy Betsch          | 1967–1970 | |
| Heinz Müller          | 1970–1976 | |
| Günter Milke          | 1976–1990 | |
| Peter Hlavaty         | 1990      | |
| Christian Kind        | 1990–1992 | |
| Gottfried Mucha       | 1992–1995 | |
| Wolfram Friedersdorff | 1995–2001 | Anschließend in der Mecklenburger Landesverwaltung tätig. |
| Christina Emmrich     | 2002–2011 | 2011–Mai 2013 stellvertretende Bürgermeisterin und zuständig für Jugendarbeit. |
| Andreas Geisel        | 2011–2014 | Wechselte vor Ende seiner Amtszeit in den Senat von Berlin als Bausenator. |
| Birgit Monteiro       | 2015–2016 | Trat im Ergebnis der Nachwahl durch die BVV die Amtsgeschäfte an. |
| Michael Grunst        | 2016–2023 | Entsprechend den Ergebnissen der BVV-Wahlen im September 2016 erhielt die Partei Die Linke die Mehrheit der Wählerstimmen und stellte als Bürgermeisterkandidatin Evrim Sommer auf. Zeitgleich mit der Wahl für das Amt wurden Ungereimtheiten zum Studienabschluss von Evrim Sommer bekannt. Aufgrund dessen erhielt sie nicht die benötigte Stimmenanzahl und zog als Konsequenz ihre Kandidatur zurück. |
| Martin Schaefer       | seit 2023 | Die Wahlwiederholung für die Bezirksverordnetenversammlungen im Februar 2023 führte dazu, dass die CDU die Zahl ihrer Abgeordneten verdoppelte und seitdem die stärkste Fraktion stellt. Eine Zählgemeinschaft aus CDU, SPD und Bündnis 90/Die Grünen wählte Schaefer zum neuen Bezirksbürgermeister. |

## Verwaltungseinheiten des Bezirksamts Lichtenberg

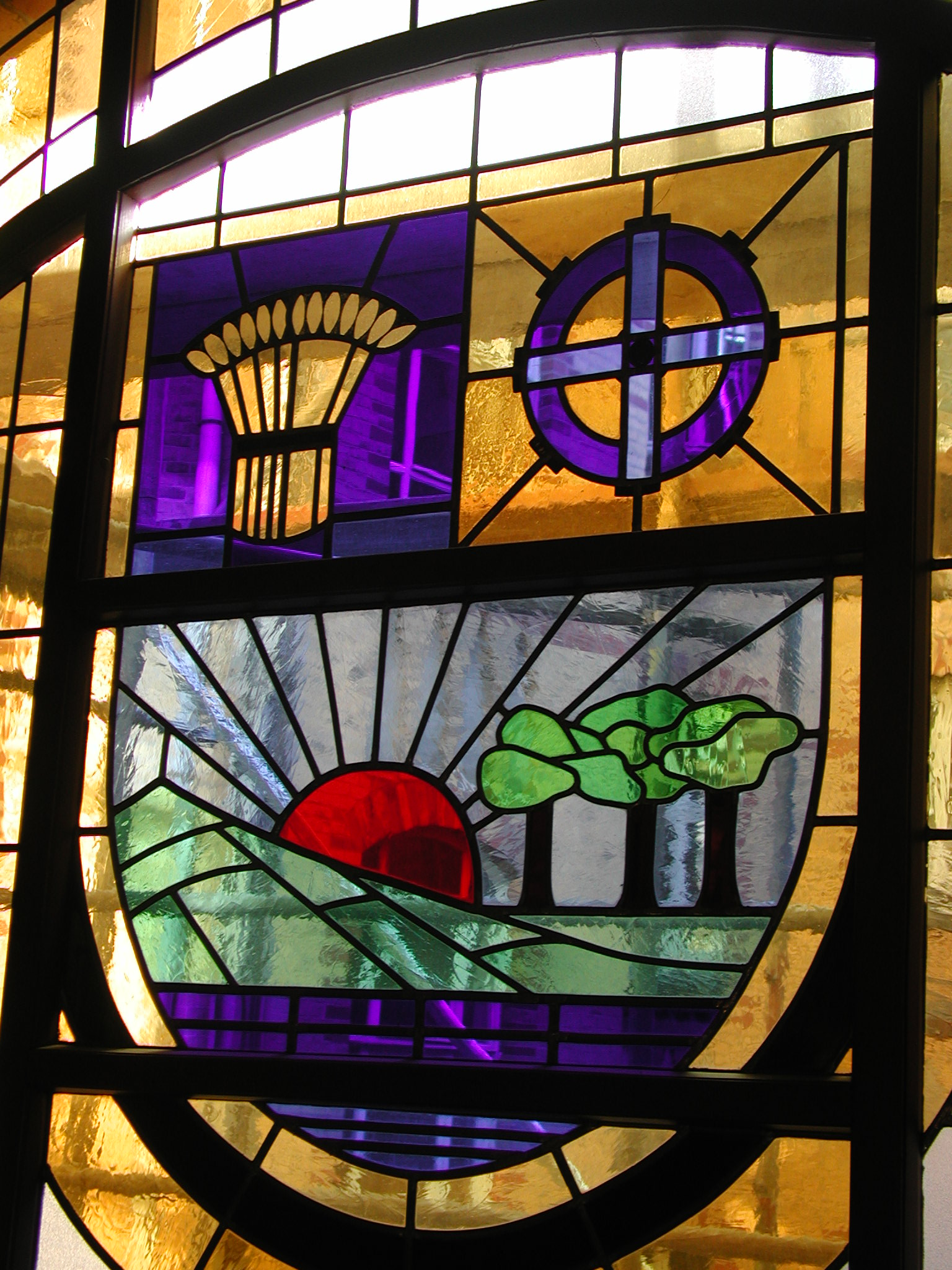
Farbglasfenster mit Lichtenberger Wappen

Weil das Rathaus nicht genügend Platz für alle Verwaltungseinheiten des Bezirks bietet, sind einige Bereiche anderswo untergebracht.
Kurzzeitig war auch schon über den Neubau eines Rathauses nachgedacht worden beziehungsweise an den Ausbau der langjährigen Investruine der Landsberger Arkaden am S-Bahnhof Landsberger Allee, um alle Amtsbereiche unter einem Dach zu vereinen, doch musste dies aus finanziellen Gründen verworfen werden.
Große Teile der Verwaltung fanden schließlich nach umfangreichen Sanierungsarbeiten in dem ehemaligen Stasi-Objekt Alt-Friedrichsfelde 60 Platz.